# District Sjatojski
District Sjatojski (Russisch: Шатойский райо́н) is een district in het zuiden van de Russische autonome republiek Tsjetsjenië. Het district heeft een oppervlakte van 505 vierkante kilometer en een inwonertal van 16.812 in 2010. Het administratieve centrum bevindt zich in Sjatoj.
Bestuurlijk centrum: Grozny

Steden: Argoen · Goedermes · Sjali · Oeroes-Martan

Districten: Atsjchoj-Martanovski · Goedermesski · Groznenski · Itoem-Kalinski · Koertsjalojevski · Nadterezjni · Naoerski · Nozjaj-Joertovski · Oeroes-Martanovski · Soenzjenski · Sjalinski · Sjarojski · Sjatojski · Sjelkovskoj · Vedenski